# 鹤上镇
鹤上镇是中国福建省福州市长乐区下辖的一个镇。

## 行政区划
鹤上镇共辖22个村委会，分别是：
仙街村、新览村、岐阳村、云江村、云路村、洞湖村、峰顶村、峰陈村、白眉村、东平村、大架村、大厝村、上李村、京林村、莲花村、湖尾村、路北村、桃坑村、环东湖村、青桥村、岱岭村、北山村。